# Han Duck-soo
Han Duck-soo (한덕수, 18 de junio de 1949) es un economista y político surcoreano que ejerció como primer ministro de Corea del Sur de 2022 a 2025, y presidente interino del 14 al 27 de diciembre de 2024 y del 24 de marzo al 1 de mayo de 2025. Anteriormente, se había desempeñado como embajador de Corea de Sur en Estados Unidos.

## Biografía
Nació el 18 de junio de 1949 en la ciudad de Jeonju, en la provincia de Jeolla del Norte.
Han tiene una Licenciatura en Economía por la Universidad Nacional de Seúl, la que obtuvo en 1971; además tiene una Maestría en Economía por la Universidad de Harvard obtenida en 1983 y un Doctorado en Economía también por la Universidad de Harvard obtenido en 1984.  
Después de aprobar el octavo examen administrativo de la escuela secundaria, Han comenzó a trabajar en la Oficina del Oficial de Investigación de Precios del Servicio de Aduanas de Corea en diciembre de 1970, y al año siguiente se incorporó a la Junta de Planificación Económica, en la que ocuparía diversos cargos hasta noviembre de 1981.
En febrero de 1982 se trasladó a lo que hoy es el Ministerio de Comercio, Industria y Energía con el cargo de Director de la División de Comercio Estadounidense de la Oficina de Promoción Comercial; ocuparía diversos cargos en el Ministerio a lo largo de varios años, y llegaría a ser Viceministro en el período entre marzo de 1997 y marzo de 1998. En un intervalo entre 1996 y 1997 fue Comisionado de la Oficina Surcoreana de Propiedad Industrial.
Entre el 8 de marzo de 1998 y el 21 de febrero de 2001 fue Jefe de la División de Comercio y Negociación del Ministerio de Relaciones Exteriores y Comercio en el gobierno del presidente Kim Dae-Jung, y como tal estaba encargado de las negociaciones comerciales con los gobiernos de otros países. En 2001 fue embajador de la misión permanente de Corea del Sur ante la Organización para la Cooperación y el Desarrollo Económico. 
Han Duck-soo fue Ministro de Hacienda y Economía entre el 14 de marzo del 2005 y el 18 de julio del 2006, en el gobierno del presidente Roh Moo-hyun; y paralelamente fue designado primer ministro temporal, responsabilidad que ejerció entre el 14 de marzo y el 19 de abril del 2006. Luego de terminar este breve período como primer ministro temporal, fue nombrado Consejero Presidencial para Asuntos Económicos; cargo que desempeñó hasta volver a ser primer ministro.
El 9 de marzo del 2007 fue nombrado primer ministro titular, para reemplazar a la primera ministra anterior, Han Myeong-sook (que renunció para ser candidata presidencial según diversas fuentes).
El 2 de abril  del 2007 fue aprobado formalmente en el cargo, que ocuparía hasta el 29 de febrero de 2008.
En 2009 Han asumió el cargo de Embajador de Corea del Sur en los Estados Unidos; que mantuvo hasta marzo de 2012, cuando fue reemplazado. Se desempeñó también como presidente de la Asociación de Comercio Internacional de Corea.
El 20 de mayo de 2022, Han volvió a ser primer ministro al ser designado por el recién juramentado presidente Yoon Suk-yeol; con 72 años y 11 meses, Han se convirtió en la persona de mayor edad en ocupar el cargo.

### Presidente interino
Tras la declaración de ley marcial el 3 de diciembre de 2024 y su posterior revocación, la Asamblea Nacional anunció que se realizarían juicios políticos a los responsables de su declaración. El 14 de diciembre la asamblea votó a favor de iniciar un proceso de destitución contra el presidente Yoon Suk-yeol, por lo que fue suspendido de su cargo y el primer ministro Han asumió el cargo de Presidente Interino.
El 20 de diciembre Han fue interrogado por la policía sobre su relación con la declaración de la ley marcial, ya que Han participó en una reunión de gabinete poco antes del anuncio del presidente Yoon. El 24 de diciembre miembros de la asamblea del Partido Demócrata de Corea anunciaron que se llevaría a cabo un proceso de destitución contra el presidente interino Han por no incluir en las agendas de reunión del Consejo de Ministros varios proyectos de ley que designarían a fiscales especiales para investigar al presidente Yoon Suk-yeol y a su esposa Kim Keon-hee.
El 27 de diciembre la Asamblea Nacional votó y aprobó una moción de censura contra el presidente interino Han por participar «activamente en la insurrección» y fue separado de sus cargos como Primer ministro y Presidente interino de Corea del Sur. Tras la destitución de Han, el vice primer ministro y ministro de Finanzas Choi Sang-mok asumió los cargos de primer ministro interino y presidente interino de Corea del Sur.
El 24 de marzo de 2025 el Tribunal Constitucional anuló la moción de censura contra Han y lo restituyó como presidente interino. El 1 de mayo Han presenta su renuncia como primer ministro y presidente interino, para poder postularse como candidato en las elecciones presidenciales de 2025.